# 堺・なんば・京都 - 柏崎・長岡線
大阪・京都 - 柏崎・長岡・三条線（おおさか・きょうと - かしわざき・ながおか・さんじょうせん）は、大阪府堺市から大阪市、京都府京都市と、新潟県柏崎市、長岡市を経由して三条市に至る夜行高速バス路線である。
全便座席指定制のため、乗車には予約が必要である。

## 概説

新潟県・県外高速バス路線図。左から中央にかけての濃赤色の路線が本路線である。

本路線開設以前、新潟県中越地方から関西へ乗り換え無しで直通する交通手段は夜行急行列車「きたぐに」に限られており、日中は下越地方の新潟市にある新潟空港から航空路線を利用するか、もしくは特急「北越」を利用し、金沢駅で特急「雷鳥」・「サンダーバード」への乗り継ぎを要していた。
一方、新潟県内より関西に向かう高速バス路線として新潟交通と阪急バスにより、新潟市 - 京都・大阪間で夜行高速バス「おけさ号」が1988年より運行されており、週末や年末年始などには続行便が出るなど高い利用率を維持し続けている。しかし、おけさ号は中越地方を素通りするため、関西へ向かう高速バスに乗るためには三条・燕BSまで行く必要があった。
そこで中越地方に路線網を持つ地元バス会社の越後交通は南海バスと共同で、長岡から柏崎・京都・大阪を経由し、堺とを結ぶ夜行高速バスの運行を2008年4月に開始した。
運行開始から約1年後の2009年3月には、県央地域内の越後交通三条営業所まで延伸している。

## 運行会社
- 南海バス（堺営業所）
- 越後交通（三条営業所）

## 停車停留所
▲/▼…乗車停留所
△/▽…降車停留所
＃…休憩停車
∥…非経由、もしくは通過
- 堺発・三条発とも大阪市内は湊町バスターミナル (OCAT) →南海なんば高速バスターミナルの順に停車する。
- 車両点検・乗務員交代等により表記の箇所以外のサービスエリア・パーキングエリアにも停車することがあるが、乗客は下車できない。

| 所在地 | 所在地   | 所在地   | 停車停留所 休憩箇所          | 停車停留所 休憩箇所          | 乗降区分 | 乗降区分 | 備考                                                          |
| 所在地 | 所在地   | 所在地   | 停車停留所 休憩箇所          | 停車停留所 休憩箇所          | 三条行   | 堺行     | 備考                                                          |
| ------ | -------- | -------- | ---------------------------- | ---------------------------- | -------- | -------- | ------------------------------------------------------------- |
| 大阪府 | 堺市     | 堺区     | JR堺市駅前                   | JR堺市駅前                   | ▼        | △        | 堺発は2番のりば発                                             |
| 大阪府 | 堺市     | 堺区     | 南海堺東駅                   | 南海堺東駅                   | ▼        | △        | 堺発は西口7番のりば発                                         |
| 大阪府 | 堺市     | 堺区     | 南海堺駅                     | 南海堺駅                     | ▼        | △        | 堺発は東口5番のりば発                                         |
| 大阪府 | 大阪市   | 浪速区   | 湊町バスターミナル（OCAT）   | 湊町バスターミナル（OCAT）   | ▼        | ∥        | JR難波駅直結・大阪シティエアターミナル2階 6番乗り場発         |
| 大阪府 | 大阪市   | 中央区   | 南海なんば高速バスターミナル | 南海なんば高速バスターミナル | ▼        | △        | 南海なんば駅直結・スイスホテル南海大阪5階                     |
| 大阪府 | 大阪市   | 浪速区   | 湊町バスターミナル（OCAT）   | 湊町バスターミナル（OCAT）   | ∥        | △        | 9番あるいは10番降り場着                                       |
| 大阪府 | 大阪市   | 北区     | 大阪駅前（桜橋口JR線高架下） | 大阪駅前（桜橋口JR線高架下） | ▼        | △        |                                                               |
| 京都府 | 京田辺市 | 京田辺市 | 第二京阪道路                 | 高速京田辺                   | ▼        | △        | JR西日本片町線（学研都市線）松井山手駅に近接                  |
| 京都府 | 京都市   | 南区     | 京都駅（八条口）             | 京都駅（八条口）             | ▼        | △        | H2のりば発着                                                  |
| 滋賀県 | 大津市   | 大津市   | 名神高速道路                 | （草津パーキングエリア）     | ＃       | ∥        | 10分間                                                        |
| 新潟県 | 上越市   | 上越市   | 北陸自動車道                 | 上越木田                     | ▽        | ▲        |                                                               |
| 新潟県 | 柏崎市   | 柏崎市   | 北陸自動車道                 | （米山サービスエリア）       | ∥        | ＃       | 10分間                                                        |
| 新潟県 | 柏崎市   | 柏崎市   | 北陸自動車道                 | 上方                         | ▽        | ▲        |                                                               |
| 新潟県 | 柏崎市   | 柏崎市   | 柏崎駅前                     | 柏崎駅前                     | ▽        | ▲        | 三条発は正面口・柏崎駅前ビル前発 堺発は正面口バス降車場着     |
| 新潟県 | 柏崎市   | 柏崎市   | 北陸自動車道                 | 曽地                         | ▽        | ▲        |                                                               |
| 新潟県 | 柏崎市   | 柏崎市   | 北陸自動車道                 | 西山                         | ▽        | ▲        |                                                               |
| 新潟県 | 長岡市   | 長岡市   | 北陸自動車道                 | 長岡インター                 | ▽        | ▲        |                                                               |
| 新潟県 | 長岡市   | 長岡市   | 長岡駅東口                   | 長岡駅東口                   | ▽        | ▲        | 三条発はバスのりば3番線発 堺発はバスのりば8番線着             |
| 新潟県 | 長岡市   | 長岡市   | 五百刈                       | 五百刈                       | ▽        | ▲        |                                                               |
| 新潟県 | 三条市   | 三条市   | 北陸自動車道                 | 栄                           | ▽        | ▲        |                                                               |
| 新潟県 | 三条市   | 三条市   | 東三条駅前                   | 東三条駅前                   | ▽        | ▲        | 三条発は北口・越後交通駅前案内所前発 堺発は北口・池上ビル前着 |
| 新潟県 | 三条市   | 三条市   | 越後交通三条営業所           | 越後交通三条営業所           | ▽        | ▲        |                                                               |

## 運行経路
堺市内 - 国道26号 - 阪神高速15号堺線 - 大阪市内 - 阪神高速1号環状線 - 阪神高速13号東大阪線 - 近畿自動車道 - 第二京阪道路 - 阪神高速8号京都線 - 京都市内 - 国道1号 - 名神高速道路 - 北陸自動車道 - 柏崎市内 - 北陸自動車道 - 長岡市内 - 北陸自動車道 - 三条市内

## 沿革
- 2008年（平成20年）4月24日 - 堺市駅前 - 長岡駅東口間で運行開始。
- 2009年（平成21年）3月26日 - 新潟側の運行区間を越後交通三条営業所まで延伸。栄・東三条駅前の両停留所を開設。
- 2011年（平成23年）12月22日 - 高速京田辺、上越木田に停車開始。
- 2012年（平成24年）11月1日 - この日の出発便より大阪駅前（桜橋口アルビ前）に乗り入れ。
- 2019年（令和元年）10月1日 - 消費税率引き上げに伴い、この日の購入分より運賃を改定[5]。
- 2020年（令和2年）4月11日 - 新型コロナウイルス感染拡大の影響により、この日の出発便より当面の間運休[6][7]。
- 2021年（令和3年）3月19日 - 当日出発便より運行を再開する[8]。

## 使用車両・設備
- 南海バス・越後交通とも原則、29人乗りの化粧室付き独立3列シート車両で運行し、車内では毛布・スリッパの貸与を行っている。
- 南海バスは堺ナンバー[9]、越後交通は新潟ナンバー[10]登録。

## 備考
- 南海バスでは「サザンクロス号（堺・なんば・京都 - 柏崎・長岡・三条）」として運行しているが、越後交通では特に愛称を定めておらず、公式サイトでは「三条・長岡・柏崎 - 京都・大阪線」として案内を行っている。
- 京都駅前は当路線、おけさ号の両路線が停車するが、本路線は八条口、おけさ号は新阪急ホテル前（烏丸口側）に停車する。また、運行会社が異なるため、大阪市内の停車バスターミナルも異なる。
- 京都での乗車券発券業務は京阪バスが担当しており、同社のウェブサイトにも情報が掲載されている[11]。
- 延伸に伴い、県央地域ではおけさ号と事実上のダブルトラック状態になったが、停留所は異なり、おけさ号が三条・燕[12]のみに対し、本路線は栄・東三条駅・三条営業所の3ヶ所に停車する。
- 越後交通が路線開設時に新車で購入した車両（日野・セレガ）は従来の高速路線用塗色[13]とは異なったデザインを採用した。車体には紺をベースとして車体後部に黄色のラインが入り、側面中央には白の活字体で越後交通の文字を大きく記している。南海バスは他の夜行高速路線と同様のサザンクロスカラー[14]を採用している。
- 本路線を開設するまで越後交通は独立3列シート車を所有していなかったため南海バスより予備・続行便用車両（三菱ふそう・エアロクイーン）を1台譲り受け、南海バス在籍時の塗色のまま社名表記を変更して使用していたが、2011年5月頃に高速路線用塗色[13]に塗り替えを行った。